# Liste der Landschaftsschutzgebiete in Heidelberg
Im Stadtkreis Heidelberg gibt es zwei Landschaftsschutzgebiete. Nach der Schutzgebietsstatistik der Landesanstalt für Umwelt, Messungen und Naturschutz Baden-Württemberg (LUBW) stehen 4.990,63 Hektar Fläche des Stadtkreises unter Landschaftsschutz, das sind 45,86 Prozent.
| Name                                | Bild | Kennung                  | Einzelheiten | Position | Fläche Hektar | Datum         |
| ----------------------------------- | ---- | ------------------------ | --- | -------- | ------------- | ------------- |
| Bergstraße-Mitte                    |      | 2.21.001 WDPA: 555589340 | Heidelberg, Dossenheim Ausläufer des Odenwaldes am unteren Neckar.                                                                        | ⊙        | 4.943,7       | 15. Jan. 1973 |
| Zwischen Heidelberg und Ladenburg   |      | 2.21.002 WDPA: 325328    | Heidelberg Teil des Natur- und Landschaftsschutzgebiets „Unterer Neckar“, wichtige Puffer- und Ergänzungszone für die Naturschutzgebiete. | ⊙        | 47,0          | 17. Dez. 1986 |
| Legende für Landschaftsschutzgebiet |      |                          | |          |               |               |